# شب ممکن
رمانی از محمدحسن شهسواری که اولین بار در سال ۱۳۸۸ منتشر شد.

رمان پنج فصل دارد که هر کدام از این فصل‌ها راوی خودش را دارد. در هر فصل به‌نوعی همان داستان تعریف می‌شود، اما هر کس داستان خودش را تعریف می‌کند و در نتیجه هر داستانی شروع و پایان خودش را دارد.
اتفاقات شبیه هم هستند، اما هر بار فاعل افعال عوض می‌شود. در هر داستان یکی خودش را بر حق می‌داند و دیگری را محکوم می‌کند و تو هیچ وقت نمی‌دانی کار درست را چه کسی انجام داده‌است یا تقصیر چه کسی بیشتر یا کم‌تر بوده‌است.
از این نظر، به قول منتقدی کار به مهندسی دقیقی احتیاج دارد و به قول همین منتقد، کم‌تر رمانی در زبان فارسی داریم که تا این حد دقیق طراحی شده باشد.
این عدم قطعیت نکتهٔ کلیدی داستان هم هست و شهسواری در بیتی از حافظ در آغاز کتاب هم به آن اشاره کرده‌است: 
«فریب جان قصهٔ روشن است/ ببین تا چه زاید، شب آبستن است».

این عدم قطعیت به خودی خود خوب است. شخصیت‌ها هیچ‌کدام همانی نیستند که خودشان می‌گویند و ما می‌خوانیم، موقعیت‌ها مدام در حال جابه‌جا شدن هستند، حتی مرگ شخصیت‌ها هم قطعی نیست.